# Степаново (Сосновский сельсовет, Вологодский район)
Степа́ново — деревня в Вологодском районе Вологодской области.
Входит в состав Сосновского сельского поселения, с точки зрения административно-территориального деления — в Сосновский сельсовет.
Расстояние по автодороге до районного центра Вологды — 27,5 км, до центра муниципального образования Сосновки — 8 км. Ближайшие населённые пункты — Погорелово, Медведево, Сорошнево, Юркино, Горбово, Молитвино.
По переписи 2002 года население — 2 человека.